# Striocadulus albicomatus
Striocadulus albicomatus är en blötdjursart som först beskrevs av Dall 1890.  Striocadulus albicomatus ingår i släktet Striocadulus och familjen Gadilidae. Inga underarter finns listade i Catalogue of Life.